# Szczawin (powiat ostrołęcki)
Szczawin – wieś sołecka w Polsce położona w województwie mazowieckim, w powiecie ostrołęckim, w gminie Goworowo.
Wierni Kościoła rzymskokatolickiego należą do parafii Podwyższenia Krzyża Świętego w Goworowie.

## Historia
W latach 1921–1936 wieś i folwark leżał w województwie białostockim, w powiecie ostrołęckim, w gminie Szczawin (od 1936 w gminie Goworowo).
Według Powszechnego Spisu Ludności z 1921 roku zamieszkiwało:
- wieś – 169 osób w 29 budynkach mieszkalnych
- folwark – 166 osób w 8 budynkach mieszkalnych[8].

Miejscowości należały do parafii rzymskokatolickiej w Goworowie. Podlegała pod Sąd Grodzki w Ostrołęce i Okręgowy w Łomży; właściwy urząd pocztowy mieścił się w Goworowie.
W wyniku agresji III Rzeszy na Polskę we wrześniu 1939 wieś znalazła się pod okupacją niemiecką i do wyzwolenia weszła w skład Landkreis Mackeim (makowski) Regierungsbezirk Zichenau (rejencji ciechanowskiej) III Rzeszy.
W latach 1975–1998 miejscowość administracyjnie należała do województwa łomżyńskiego.

## Pałac w Szczawinie[11]
Wieś wzmiankowana w dokumentach z XVI wieku jako własność rodziny Szczawińskich, a w XVII wieku rodziny Glinków.
Pałac w stylu epoki stanisławowskiej wybudowano na początku XIX wieku. Właścicielem wsi był wówczas Jakub Glinka.
Zaprojektował go oraz zarządzał budową Adam Idźkowski, warszawski architekt. Pałac otacza park z końca XVIII wieku (8 ha), wyregulowany w 1898 r. pod kierunkiem Waleriana Kronenberga.
Rodzina Glinków była właścicielami wsi do 1940 r.
Po II wojnie światowej upaństwowione dobra rozparcelowano. W pałacu umieszczono szkołę podstawową, która funkcjonowała do 1977 r. Przez kolejne lata obiekt był nieużytkowany. W 1998 r., został zakupiony przez prywatną osobę.